# Dirksen Federal Building

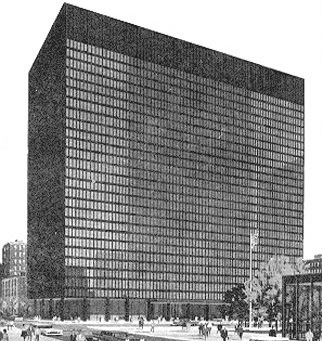
Le Dirksen Federal Building.

Le Dirksen Federal Building (en forme longue Everett McKinley Dirksen United States Courthouse) est un bâtiment situé dans le centre de la ville de Chicago, dans l'État de l'Illinois aux États-Unis. Son adresse est le 219 South Dearborn Street, dans le secteur financier du Loop, en plein centre-ville de Chicago. 
Le Dirksen Federal Building a été conçu par l'architecte allemand Ludwig Mies van der Rohe et construit entre 1960 et 1964. D'une hauteur de 117 m, l'immeuble possède 30 étages et a été nommé en honneur à Everett Dirksen, représentant au Congrès et sénateur de l'Illinois. 
Il abrite des bureaux fédéraux tels que le United States Court of Appeals for the Seventh Circuit, le United States District Court pour le District Nord de l'Illinois (Northern District of Illinois), le United States Bankruptcy Court, le United States Marshal pour le District Nord de l'Illinois, le United States Attorney pour le District Nord de l'Illinois, ainsi que des bureaux pour des agences fédérales variées.
Il est l'un des trois bâtiments qui composent le complexe moderne appelé Federal Plaza, également conçu par Ludwig Mies van der Rohe, avec l'US Post Office (Loop) et le Kluczynski Federal Building. Séparé de la Federal Plaza, mais situé en face du Kluczynski Building de l'autre côté de Jackson Boulevard, s'élève le Metcalfe Federal Building.